# Поставничева, Нина Константиновна
Ни́на Константи́новна Поста́вничева (22 июля 1919 г., Саратов – 27 июля 2003 г., Москва) – советская и российская певица (меццо-сопрано), педагог. Заслуженная артистка РСФСР.

Сольное выступление

## Биография
Нина Константиновна Поставничева родилась в Саратове в семье музыкантов. Отец, Константин Герасимович, вместе с супругой, был организатором вокально-хоровых коллективов страны, мать, Антонина Петровна, впоследствии – главным дирижером хора Московского метрополитена. После переезда семьи в столицу Нина поступила в музыкальное училище при Московской консерватории.
Поставничева Н.К. начала свою артистическую деятельность с работы в вокальном ансамбле Малого театра. В 1939 году становится первой солисткой Ансамбля песни и пляски Центрального клуба НКВД. С 1943 по 1949 год она обучается вокалу в Московской консерватории по классу профессора Елизаветы Федоровны Петренко, одновременно продолжая профессиональную работу певицы. С 1945 года становится солисткой оперной труппы театра имени К. Станиславского и Вл. Немировича-Данченко. С 1948 года – ведущая певица Всесоюзного радиокомитета. Нина Константиновна принимала участие в юбилейных и праздничных вечерах, «Голубых огоньках». Помимо выступлений на радио и телевидении много концертировала как в Советском Союзе, так и за рубежом в таких странах как Бельгия, Дания, Польша, ГДР, Румыния, Люксембург.
Правительственным приказом от 28 декабря 1960 года Нине Константиновне было присвоено почетное звание заслуженной артистки РСФСР.
Многие годы Поставничева Н.К. преподавала в Академическом музыкальном училище при Московской консерватории имени П. Чайковского.

## Участие в ВОВ
В составе Ансамбля НКВД Нина Константиновна проехала множество фронтовых дорог в составе концертных бригад до Новороссийска, Осташкова, Вязьмы, Гжатска, Брянска, Сталинграда. В 1941 году вместе с коллективом Нина Константиновна оказалась в блокадном Ленинграде, где давала концерты перед населением, в госпиталях, на кораблях Балтийского флота.
Награды:
- Орден Отечественной войны
- Медаль «За оборону Москвы»
- Медаль «За оборону Ленинграда»
- Медаль «За оборону Сталинграда»
- Медаль «За победу над Германией в Великой Отечественной войне 1941—1945 гг.»
- Медаль "За доблестный труд в Великой Отечественной войне"
- Медаль «Ветеран труда»
- Медаль Жукова
- Медаль «В память 250-летия Ленинграда»

## Личная жизнь
Первый брак Н.К. Поставничевой был с актером театра и кино Сергеем Сергеевичем Цейцем. Сын от первого брака - Александр (15.09.1940 — 3.07.2014). Последний супруг - Гудков Лев Николаевич, виолончелист эстрадно-симфонического оркестра Центрального телевидения и радиовещания под управлением Ю. В. Силантьева.
Нина Константиновна ушла из жизни в Москве в возрасте 84 лет. Похоронена на Ваганьковском кладбище.